# انرژن
انرژن (انگلیسی: Energen) شرکت نفت و گاز آمریکایی است، که در سال ۱۹۷۹ تأسیس شد.